# Fauville-en-Caux
Fauville-en-Caux település Franciaországban, Seine-Maritime megyében. Lakosainak száma 2305 fő (2018. január 1.). Fauville-en-Caux Auzouville-Auberbosc, Bennetot, Hattenville, Ricarville, Sainte-Marguerite-sur-Fauville és Saint-Pierre-Lavis községekkel határos.

## Népesség
A település népességének változása:
| Lakosok száma | 2198 | 2229 | 4219 | 2291 | 2305 |
|               | 2013 | 2015 | 2016 | 2017 | 2018 |